# Nsutite
La nsutite è un minerale.